# L'anima dei matti
L'anima dei matti (Душата на лудите) е първият концертен албум на италианската певица Марчела Бела, издаден през 1975 година от музикалната компания Compagnia Generale del Disco.

## Песни
1. Negro – (Джани Бела – Джанкарло Бигаци)
2. E tu chi sei – (Джани Бела – Джанкарло Бигаци)
3. L'anima dei matti – (Джани Бела – Джанкарло Бигаци)
4. Una donna è una donna – (Даниеле Паче – Оскар Авогадро – Сандро Джакобе)
5. E vuoi di più – (Джани Бела – Антонио Бела)
6. Perché dovrei – (Лучо Батисти – Могол)
7. Tu sei padre – (Джани Бела – Антонио Бела)
8. E quando – (Джани Бела – Джанкарло Бигаци)
9. I've Got the Music in Me – (Биас Бошел)

|  | Тази страница частично или изцяло представлява превод на страницата L'anima dei matti в Уикипедия на италиански. Оригиналният текст, както и този превод, са защитени от Лиценза „Криейтив Комънс – Признание – Споделяне на споделеното“, а за съдържание, създадено преди юни 2009 година – от Лиценза за свободна документация на ГНУ. Прегледайте историята на редакциите на оригиналната страница, както и на преводната страница, за да видите списъка на съавторите. ВАЖНО: Този шаблон се отнася единствено до авторските права върху съдържанието на статията. Добавянето му не отменя изискването да се посочват конкретни източници на твърденията, които да бъдат благонадеждни. |